# Адоньев, Сергей Николаевич
Серге́й Никола́евич Адо́ньев (род. 28 января 1961 во Львове, Украинская ССР, ныне Украина) — российский предприниматель, меценат. Основатель телекоммуникационной компании «Скартел», работающей под торговой маркой Yota. Совладелец компании Yota Devices. Лауреат премии «Меценат года» Министерства культуры РФ. Один из ключевых спонсоров предвыборной кампании Ксении Собчак. Руководитель фонда поддержки «Электротеатра Станиславский».
В 2020 году занял 114 позицию в списке двухсот богатейших бизнесменов России, составленном журналом Forbes, с оценкой состояния в 700 миллионов долларов. В рейтинге журнала Forbes «200 богатейших бизнесменов России 2021» у Адоньева 193 позиция, состояние — 550 млн долларов США.

## Образование
Окончил физико-механический факультет Ленинградского политехнического института, там же в 1985—1989 гг. преподавал.

## Бизнес: начальный этап

### JFC
В 1994 г. совместно с Олегом Бойко и Владимиром Кехманом основал компанию-импортер фруктов «Олби-джаз». В 1996 г. Адоньев создал новую структуру — ЗАО «Группа компаний Джей Эф Си» (JFC, Joint Food Company), ставшую крупнейшей в России компанией по импорту фруктов. В 2000 г. Сергей Адоньев продал свою долю в бизнесе.

### Судебное дело
В 1995 году Генпрокуратура Казахстана расследовала дело против министра торговли, его заместителя и помощника президента. Адоньев подозревался в даче взятки чиновникам за положительное решение вопроса о поставке в республику 25 000 т кубинского сахара. В 1997 году это дело было прекращено за отсутствием состава преступления. Во время расследования казахские правоохранительные органы запросил в Интерпол информацию об Адоньеве, при проверке американскими правоохранителями было выявлено, что компания MCW Enterprises, зарегистрированная в США и контролируемая им, нарушает запрет на торговые операции с Кубой, введенный в 1960 году. Адоньев получил штраф в 4 млн долларов и 30 месяцев заключения в США с 1997 по 1999 г. и экстрадицией из США с запретом въезжать в страну после освобождения. Адоньев обжалует решение суда. Впоследствии информация об этом деле стала основанием для того, чтобы лишить Адоньева болгарского гражданства — соответствующее решение было принято в 2018 году.

## Основной бизнес

### Телеком
В 2006 г. основал фонд Telconet Capital, который стал основным акционером телекоммуникационного оператора «Скартел», торговая марка Yota. Сеть Yota вышла на операционную рентабельность за первые пять месяцев работы и стала первым провайдером, запустившим в России Mobile WiMAX (4G). В 2008 г. 25 % компании приобрела государственная корпорация «Ростехнологии». В 2012 г. Yota первой в России запустила в эксплуатацию сети четвёртого поколения — LTE. В 2012 году произошло слияние фонда Telconet Capital и телекоммуникационного холдинга Garsdale Services, подконтрольного Алишеру Усманову. Впоследствии, в 2013 г., Telconet Capital продал холдингу свою долю. Сумма сделки оценивается в 1,5 млрд долларов.
В 2011 г. подразделение компании Yota по разработке высокотехнологичных устройств для обеспечения абонентов мобильным интернетом и связью было преобразовано в компанию Yota Devices, которая вышла из состава Yota и осуществила разработку смартфона YotaPhone. Компанией владел фонд Telconet Capital, принадлежавший на паритетных началах Сергею Адоньеву и Альберту Авдоляну, но, по состоянию на 2017 год, основным акционером остался только Авдолян. В 2019 году Верховный суд Каймановых островов признал банкротом головную структуру производителя смартфонов Yota Devices.

### Девелоперский и аграрный бизнес
В 2013 г. совместно с бизнесменом Сергеем Рукиным Адоньев создал в Петербурге компанию «Технологии тепличного роста», которая объединила два действующих тепличных комбината в Московской и Тюменской областях, а также торговый дом «ТТР трейд», продающий продукцию под собственным брендом «РОСТ» в магазинах основных федеральных ритейлеров России (Metro, «Пятёрочка», «Дикси», «Магнит», «Лента» и др.). В тепличный проект было вложено более $100 млн. В начале 2017 г. Рукин консолидировал 100 % в компании, Адоньев вышел из бизнеса.

### Угольная промышленность
В 2022 г. Адоньев получил 31,67% компании «А-Проперти Развитие», контролирующей мирового лидера по добыче и экспорту высококачественного антрацита «Сибантрацит», позже вошедшего в состав холдинга ЭЛСИ. Зимой 2023 года после введения против Адоньева американских санкций стало известно о его предстоящем выходе из угольного проекта.

## Общественная и благотворительная деятельность
Сергей Адоньев поддерживает культурные и социальные проекты, направленные как на сохранение традиций культуры и искусства, так и на внедрение новаторских художественных практик, а также финансирует значимые политические проекты.

### Политика
В 2018 году стал одним из ключевых спонсоров президентской кампании Ксении Собчак.

### Медиа
Как удалось выяснить изданию «Проект», с 2014 года Сергей Адоньев совершает пожертвования «Новой Газете», но акционером газеты не является.

### Искусство
Стал одним из ключевых доноров театра, созданного Борисом Юханановым на базе Театра драмы имени Станиславского. Адоньев поддержал проект ДАУ Ильи Хржановского, вложив в него 25 миллионов евро, он стал основным меценатом проекта. Режиссёр фильма и инсталляции заявил о том, что Адоньев не вмешивался в творческие процессы. Проект был представлен в Париже, ожидаются показы в Берлине и Лондоне.

### Образование
Один из основателей института «Стрелка». Входил в попечительский совет института в 2011—2013 гг.

### Благотворительность
В 2010 году Сергей и Марина Адоньевы основали фонд «Острова», оказывающий системную помощь людям, страдающим муковисцидозом по всей России. 75% бюджета фонда — средства учредителей.

## Санкции
26 января 2023 года, на фоне вторжения России на Украину, Адоньев и его сыновья Филипп и Лука попали под санкции США по закону Магнитского.
Также в санкционный список попали его компания, яхты и самолёт.
Ранее, 19 октября 2022 года, был включен в санкционный список Украины.